# Albert Baernstein II
Albert Baernstein II (Birmingham, Alabama, 25 de abril de 1941 – University City, Missouri, 10 de junho de 2014) foi um matemático estadunidense.
Baernstein matriculou-se na Universidade do Alabama, e depois de um foi para a Universidade Cornell, onde obteve o grau de bacharel em 1962. Após trabalhar durante um ano para uma companhia de seguros, foi aluno de pós-graduação em matemática na Universidade do Wisconsin-Madison, onde obteve um grau de mestrado em 1964 e um Ph.D. em 1968. Baernstein foi de 1968 a 1972 professor assistente na Universidade de Syracuse e de 1972 a 2011 professor pleno na Universidade Washington em St. Louis, onde aposentou-se.
O foco principal do trabalho de Baernstein foi análise, especialmente teoria das funções e problemas de simetrização. Sua contribuição mais importante é atualmente denominada função estrela de Baernstein, originalmente introduzida para resolver um problema de extremização posto por Albert Edrei na teoria de Nevanlinna. Mais tarde a função estrela foi aplicada por Baernstein e outros para outros problemas de extremização.
Foi palestrante convidado do Congresso Internacional de Matemáticos em Helsinque (1978: How the *-function solves extremal problems). Foi orientador de 15 alunos de doutorado, dentre os quais Juan J. Manfredi.

## Publicações selecionadas
- «A nonlinear Tauberian theorem in function theory». Trans. Amer. Math. Soc. 146: 87–105. 1969. doi:10.1090/S0002-9947-1969-0257358-3
- «Representations of holomorphic functions by boundary integrals». Trans. Amer. Math. Soc. 160: 27–37. 1971. doi:10.1090/S0002-9947-1971-0283182-0
- «A representation theorem for functions holomorphic off the real axis». Trans. Amer. Math. Soc. 165: 159–165. 1972. doi:10.1090/S0002-9947-1972-0293111-2
- «Proof of Edrei's spread conjecture». Bull. Amer. Math. Soc. 78: 277–278. 1972. doi:10.1090/S0002-9904-1972-12957-4
- «On reflexivity and summability». Studia Mathematica. 42 (1): 91–94. 1972
- «A generalization of the cos πρ theorem». Trans. Amer. Math. Soc. 193: 181–197. 1974. doi:10.1090/S0002-9947-1974-0344468-7
- «Integral means, univalent functions and circular symmetrization». Acta Mathematica. 133 (1): 139–169. 1974. doi:10.1007/BF02392144
- «Univalence and bounded mean oscillation». The Michigan Mathematical Journal. 23 (3): 217–223. 1976. doi:10.1307/mmj/1029001715
- com Eric T. Sawyer: Embedding and multiplier theorems for H p(Rn). Col: Memoirs of the AMS, vol. 318. [S.l.]: American Mathematical Soc. 1985
- «Coefficients of univalent functions with restricted maximum modulus». Complex Variables and Elliptic Equations. 5 (no. 2-4): 225–236. 1986. doi:10.1080/17476938608814143
- «A unified approach to symmetrization». In: Partial differential equations of elliptic type. [S.l.]: Cambridge University Press. 1994. pp. 47–91
- «The ∗-function in complex analysis». In: Handbook of Coomplex Analysis: Geometric Function Theory. vol. 1. [S.l.]: North-Holland Amsterdam. 2002. pp. 229–271
- com Daniel Girela e José Ángel Peláez: «Univalent functions, Hardy spaces and spaces of Dirichlet type». Illinois Journal of Mathematics. 48 (3): 837–859. 2004